# Вела Спіла
Ве́ла Спі́ла (хорв. Vela spila) — печера, розташована біля міста Вела-Лука на хорватському острові Корчула. Назва печери перекладається з хорватської мови як «велика печера».
Вела Спіла має форму еліпса, завдовжки і завширшки 40 метрів, і заввишки 17 метрів. У стелі печери є два отвори, час утворення яких поки не визначено. Першою людиною, яка описала печеру, був хорватський історик і письменник Нікола Остоїч. Він описав печеру у своєму творі 1856 року, хоча відвідав печеру ще в 1835 році.
Дослідження печери вченими вперше було проведено у кінці 1940-х років. У 1951 році були проведені детальні дослідження печери з метою довести її зв'язок з островом Хвар. Результати були опубліковані у Щорічних звітах Югославської Академії наук і мистецтв. Починаючи з 1974 року, дослідження в печері проводилися майже щорічно під керівництвом різних вчених і дослідників.
У печері були знайдені численні артефакти, які датуються епохами мезоліту і неоліту (7380—7080 рр.. до н. е.). Інші знахідки датуються періодом 13 500—12 600 рр.. до н. е., а також було проведено датування деяких знахідок за допомогою методу радіовуглецевого аналізу, і виявилося, що частина знахідок має вік понад 20 000 років. Залишки людських поселень в печері відносять до так званої Хварської культури, яка існувала в епоху енеоліту, а також є свідчення життя людей в печері в бронзову добу. Також в печері були знайдені скелети двох людей — чоловіка й жінки, яких відносять до періоду неоліту.